# Hydrellia griseola
Espèce
Hydrellia griseola (mouche des céréales, mineuse des céréales, petite mineuse du riz) est une espèce d'insectes diptères de la famille des Ephydridae.
Cet insecte est un oligophage inféodé aux espèces de la famille des Poaceae (graminées). Il est considéré comme un ravageur des cultures de céréales, en particulier l'orge, le blé et le riz. Les dégâts sont dus surtout aux larves (mineuses) qui attaquent le limbe et la gaine des feuilles ainsi que les racines dans le cas du riz, provoquant un affaiblissement des plantes et une baisse du rendement.

## Synonymes
- Hydrellia chinensis Qu & Li, 1983
- Hydrellia communis Robineau-Desvoidy, 1830
- Hydrellia hypoleuca Loew, 1862
- Hydrellia obscuriceps Loew, 1862
- Hydrellia scapularis Loew, 1862
- Hydrellia sinica Fan & Xia, 1983
- Notiphila chrysostoma Meigen, 1830
- Psilopa incerta Becker, 1924

## Distribution
Hydrellia griseola est une espèce à répartition cosmopolite.